# B-Junioren-Bundesliga 2008/09
Die B-Junioren-Bundesliga 2008/09 war die zweite Spielzeit der B-Junioren-Bundesliga.
Sie wurde wie schon in der Premieren-Saison 2007/08 nach dem Vorbild der bereits 2003 eingeführten A-Junioren-Bundesliga in den Staffeln Nord/Nordost, Süd/Südwest und West ausgetragen. Am Saisonende spielten die drei Staffelsieger sowie der Vizemeister der Süd/Südwest-Staffel um die deutsche B-Jugend-Meisterschaft. Das Halbfinale wurde in Hin- und Rückspiel, das Finale in einem Spiel ausgetragen. Die drei letztplatzierten Mannschaften der drei Staffeln stiegen in die untergeordneten Ligen ab. Als amtierender U-17-Meister ging die TSG 1899 Hoffenheim in die Saison.
Meister der B-Junioren-Bundesliga wurde der VfB Stuttgart, der sich im Endspiel gegen den FC Bayern München durchsetzte.

## Staffel Nord/Nordost
Als Staffelsieger der B-Jugend-Regionalligen Nord und Nordost der Vorsaison nehmen der FC St. Pauli und Hertha Zehlendorf als direkte Aufsteiger an der B-Junioren-Bundesliga teil. Die Vizemeister beider Staffeln, der SC Concordia aus Hamburg und der FC Carl Zeiss Jena, spielten in einer Relegation den dritten Aufsteiger aus, wobei schließlich Concordia die B-Junioren-Bundesliga erreichte. Somit sind sowohl Hamburg als auch Berlin mit je drei Vereinen in der Staffel vertreten.
| Pl. | Verein                 | Sp. | S  | U  | N  | Tore    | Diff. | Punkte |
| --- | ---------------------- | --- | -- | -- | -- | ------- | ----- | ------ |
| 1.  | VfL Wolfsburg          | 26  | 21 | 3  | 2  | 084:190 | +65   | 66     |
| 2.  | Werder Bremen          | 26  | 18 | 0  | 8  | 086:530 | +33   | 54     |
| 3.  | Hertha BSC (M)         | 26  | 16 | 2  | 8  | 065:380 | +27   | 50     |
| 4.  | Hansa Rostock          | 26  | 11 | 10 | 5  | 050:360 | +14   | 43     |
| 5.  | Tennis Borussia Berlin | 26  | 12 | 6  | 8  | 052:420 | +10   | 42     |
| 6.  | Hamburger SV           | 26  | 11 | 7  | 8  | 048:370 | +11   | 40     |
| 7.  | VfL Osnabrück          | 26  | 12 | 4  | 10 | 045:440 | +1    | 40     |
| 8.  | Energie Cottbus        | 26  | 11 | 6  | 9  | 052:460 | +6    | 39     |
| 9.  | Hannover 96            | 26  | 11 | 1  | 14 | 035:420 | −7    | 34     |
| 10. | FC Rot-Weiß Erfurt     | 26  | 7  | 6  | 13 | 036:690 | −33   | 27     |
| 11. | Holstein Kiel          | 26  | 7  | 4  | 15 | 034:700 | −36   | 25     |
| 12. | FC St. Pauli (N)       | 26  | 7  | 3  | 16 | 032:500 | −18   | 24     |
| 13. | Concordia Hamburg (N)  | 26  | 4  | 4  | 18 | 025:670 | −42   | 16     |
| 14. | Hertha Zehlendorf (N)  | 26  | 3  | 6  | 17 | 029:600 | −31   | 15     |

| (M) | Meister der letzten Saison    |
| (N) | Aufsteiger der letzten Saison |

### Torschützenliste
|    |             | Spieler            | Verein             | Tore |
| -- | ----------- | ------------------ | ------------------ | ---- |
| 1. | Deutschland | Lennart Thy        | Werder Bremen      | 29   |
| 2. | Deutschland | Kevin Scheidhauer  | VfL Wolfsburg      | 22   |
| 3. | Deutschland | Maxim Banaskiewicz | FC Energie Cottbus | 18   |
| 4. | Deutschland | Erdogan Pini       | VfL Wolfsburg      | 15   |
| 4. | Deutschland | Tobias Steffen     | VfL Osnabrück      | 15   |

## Staffel Süd/Südwest
Als direkte Aufsteiger aus den untergeordneten Ligen gelangten die SpVgg Greuther Fürth aus der B-Jugend-Bayernliga und der SSV Ulm 1846 aus der B-Jugend-Oberliga Baden-Württemberg in die B-Junioren-Bundesliga. Die Aufstiegs-Aspiranten der B-Jugend-Regionalliga Südwest und der B-Jugend-Oberliga Hessen spielten in einer Relegation den dritten Aufsteiger aus, wobei sich der hessische Vertreter Kickers Offenbach gegen den Südwest-Verein Eintracht Trier durchsetzte. Nach dem Abstieg der Stuttgarter Kickers in der Vorsaison ist München mit Bayern und 1860 als einzige Stadt mit zwei Vereinen in der Staffel vertreten.
| Pl. | Verein                  | Sp. | S  | U  | N  | Tore    | Diff. | Punkte |
| --- | ----------------------- | --- | -- | -- | -- | ------- | ----- | ------ |
| 1.  | Bayern München          | 26  | 18 | 7  | 1  | 057:230 | +34   | 61     |
| 2.  | VfB Stuttgart           | 26  | 17 | 4  | 5  | 069:210 | +48   | 55     |
| 3.  | 1860 München            | 26  | 16 | 6  | 4  | 061:290 | +32   | 54     |
| 4.  | 1. FC Kaiserslautern    | 26  | 15 | 3  | 8  | 056:320 | +24   | 48     |
| 5.  | 1. FC Nürnberg          | 26  | 13 | 9  | 4  | 045:360 | +9    | 48     |
| 6.  | TSG 1899 Hoffenheim (M) | 26  | 9  | 6  | 11 | 039:480 | −9    | 33     |
| 7.  | Greuther Fürth (N)      | 26  | 8  | 7  | 11 | 049:500 | −1    | 31     |
| 8.  | Karlsruher SC           | 26  | 9  | 4  | 13 | 037:530 | −16   | 31     |
| 9.  | SC Freiburg             | 26  | 8  | 7  | 11 | 039:580 | −19   | 31     |
| 10. | Eintracht Frankfurt     | 26  | 6  | 12 | 8  | 032:390 | −7    | 30     |
| 11. | SSV Ulm 1846 (N)        | 26  | 6  | 7  | 13 | 034:550 | −21   | 25     |
| 12. | 1. FSV Mainz 05         | 26  | 5  | 7  | 14 | 034:460 | −12   | 22     |
| 12. | 1. FC Saarbrücken       | 26  | 5  | 7  | 14 | 027:490 | −22   | 22     |
| 14. | Kickers Offenbach (N)   | 26  | 3  | 2  | 21 | 032:720 | −40   | 11     |

| (M) | Meister der letzten Saison    |
| (N) | Aufsteiger der letzten Saison |

### Torschützenliste
|    |             | Spieler          | Verein               | Tore |
| -- | ----------- | ---------------- | -------------------- | ---- |
| 1. | Deutschland | Pascal Breier    | VfB Stuttgart        | 21   |
| 2. | Deutschland | Manuel Janzer    | VfB Stuttgart        | 17   |
| 2. | Deutschland | Markus Ziereis   | TSV 1860 München     | 17   |
| 4. | Deutschland | Felix Klaus      | SpVgg Greuther Fürth | 15   |
| 5. | Deutschland | Julian Derstroff | 1. FC Kaiserslautern | 14   |

## Staffel West
Aus den untergeordneten Ligen stiegen die Sportfreunde Troisdorf als Vertreter der B-Jugend-Verbandsliga Mittelrhein, der Wuppertaler SV Borussia als Vertreter der B-Jugend-Verbandsliga Niederrhein und Eintracht Dortmund aus der B-Jugend-Verbandsliga Westfalen in die B-Junioren-Bundesliga auf. Somit ist Dortmund als einzige Stadt mit zwei Vereinen in der Staffel vertreten.
| Pl. | Verein                      | Sp. | S  | U | N  | Tore    | Diff. | Punkte |
| --- | --------------------------- | --- | -- | - | -- | ------- | ----- | ------ |
| 1.  | Borussia Mönchengladbach    | 26  | 21 | 4 | 1  | 068:140 | +54   | 67     |
| 2.  | 1. FC Köln                  | 26  | 16 | 7 | 3  | 065:280 | +37   | 55     |
| 3.  | Bayer 04 Leverkusen         | 26  | 16 | 2 | 8  | 047:270 | +20   | 50     |
| 4.  | Borussia Dortmund           | 26  | 10 | 9 | 7  | 045:310 | +14   | 39     |
| 5.  | MSV Duisburg                | 26  | 10 | 7 | 9  | 045:310 | +14   | 37     |
| 6.  | FC Schalke 04               | 26  | 9  | 9 | 8  | 040:380 | +2    | 36     |
| 7.  | Arminia Bielefeld           | 26  | 9  | 9 | 8  | 034:390 | −5    | 36     |
| 8.  | Rot-Weiss Essen             | 26  | 8  | 8 | 10 | 037:480 | −11   | 32     |
| 9.  | Sportfreunde Troisdorf (N)  | 26  | 7  | 8 | 11 | 034:450 | −11   | 29     |
| 10. | Alemannia Aachen            | 26  | 7  | 6 | 13 | 038:390 | −1    | 27     |
| 11. | Preußen Münster             | 26  | 6  | 9 | 11 | 026:430 | −17   | 27     |
| 12. | Wuppertaler SV Borussia (N) | 26  | 6  | 7 | 13 | 021:370 | −16   | 25     |
| 13. | VfL Bochum                  | 26  | 5  | 5 | 16 | 029:570 | −28   | 20     |
| 14. | Eintracht Dortmund (N)      | 26  | 5  | 4 | 17 | 028:670 | −39   | 19     |

| (M) | Meister der letzten Saison    |
| (N) | Aufsteiger der letzten Saison |

### Torschützenliste
|    |             | Spieler               | Verein                   | Tore |
| -- | ----------- | --------------------- | ------------------------ | ---- |
| 1. | Deutschland | Elias Kachunga        | Borussia Mönchengladbach | 17   |
| 1. | Deutschland | Christopher Mandiangu | Borussia Mönchengladbach | 17   |
| 3. | Deutschland | Diego Rodriguez-Diaz  | VfL Bochum               | 16   |
| 4. | Deutschland | Athanasios Mentizis   | Bayer 04 Leverkusen      | 14   |
| 5. | Turkei      | Burakcan Kunt         | MSV Duisburg             | 12   |

## Endrunde um die deutsche B-Junioren-Meisterschaft 2009

### Halbfinale
|                   | Gesamt |                          | Hinspiel (17.6. um 18:00 Uhr) | Rückspiel (21.6. um 11:00 Uhr) |
| ----------------- | ------ | ------------------------ | ----------------------------- | ------------------------------ |
| FC Bayern München | 3:1    | VfL Wolfsburg            | 3:0 (2:0)                     | 0:1 (0:0)                      |
| VfB Stuttgart     | 3:2    | Borussia Mönchengladbach | 2:1 (1:1)                     | 1:1 (1:1)                      |

### Finale
| Paarung           | FC Bayern München – VfB Stuttgart |
| Ergebnis          | 1:3 n. V. (1:1, 1:1) |
| Datum             | Samstag, 27. Juni 2009 um 14:00 Uhr |
| Stadion           | Sportpark Aschheim, Aschheim bei München |
| Zuschauer         | 2.350 |
| Schiedsrichter    | Christian Schößling (Leipzig) |
| Tore              | 1:0 Köz (6.) 1:1 Breier (32.) 1:2 Janzer (90.) 1:3 Breier (96.) |
| FC Bayern München | Henning Bortel – Daniel Steimel, Cüneyt Köz, Oscar Lewicki, Michael Vitzthum (95. Valentin Hauswirth) – Rico Strieder (93. Florian Pflügler) – Sebastian Dreier , Dejan Janjatović (91. Dennis Chessa), David Alaba – Sebastian Lehn (64. Kevin Feiersinger), Christoph Knasmüllner Cheftrainer: Stephan Beckenbauer |
| VfB Stuttgart     | Bernd Leno – Jonas Halder (86. Steffen Lang), Patrick Maurer, Patrick Bauer, Manuel Hegen – Ndriqim Halili (41. Felix Schaplewski), Manuel Janzer (99. Marco De Benedictis), Lukas Kiefer, Patrik Ribeiro-Pais, Fabian Weiß (64. Patryk Jedrzejcyk) – Pascal Breier Cheftrainer: Marc Kienle                         |
| Gelbe Karten      | Dejan Janjatovic – Lukas Kiefer, Patryk Jedrzejcyk |